# Ratusz w Samborze
Ratusz w Samborze – jest okazałą budowlą z arkadowymi podcieniami, z wysoką 38 m wieżą  zegarową. Ratusz zbudowany został w 1668 r. Wcześniejszy, drewniany spłonął w 1498 roku, obecny gruntownie przebudowany był w 1844 r. Od 1877 r. poniżej zegara widniał obraz przedstawiający niepokalane poczęcie NMP, usunięty w 1945 r.